# Geraldine Somerville
Pour les articles homonymes, voir Somerville.
Geraldine Somerville, née le 19 mai 1967 est une actrice irlandaise.
Elle est surtout connue pour avoir interprété Lily Potter dans la saga Harry Potter.

## Biographie
Elle naît dans le Comté de Meath en Irlande, de Quentin Charles Agnew-Somerville et Margaret April Irene Somerville (née Drummond), une marchande d'antiquité. Elle a été élevée sur L' Ile de Man. Elle a une sœur aînée, Amélia Rachel et un frère cadet, James Lockett.
Elle a pris des cours de danse à partir de l'âge de six ans, puis elle a été envoyée à l'internat de Tring Park School for the Performing Arts (en) à Tring, où elle apprendra le ballet, la musique et le théâtre. À l'âge de seize ans, elle continua ses études à Londres.

## Filmographie

### Cinéma

#### Longs métrages
- 1991 : L'Amour tabou (Close My Eyes) de Stephen Poliakoff : la patrone de Natalie
- 1994 : D'une femme à l'autre (A Business Affair) de Charlotte Brandström : la vendeuse
- 1995 : Haunted de Lewis Gilbert : Kate
- 1996 : True Blue de Ferdinand Fairfax : Ruth MacDonald
- 1997 : Jilting Joe de Dan Zeff : Olivia
- 2001 : Harry Potter à l'école des sorciers de Chris Columbus : Lily Potter
- 2001 : Gosford Park de Robert Altman : Louisa Stockbridge
- 2002 : Re-inventing Eddie de Jim Doyle : Jeanie Harris
- 2004 : Harry Potter et le Prisonnier d'Azkaban de Alfonso Cuarón : Lily Potter
- 2005 : Harry Potter et la Coupe de feu de Mike Newell : Lily Potter
- 2006 : Sixty Six de Paul Weiland : Alice Barrie
- 2007 : Harry Potter et l'Ordre du phénix de David Yates : Lily Potter
- 2009 : Harry Potter et le Prince de sang-mêlé de David Yates : Lily Potter
- 2010 : Harry Potter et les Reliques de la Mort - partie 1 de David Yates : Lily Potter
- 2011 : My Week with Marilyn de Simon Curtis : Lady Jane Clark
- 2011 : Harry Potter et les Reliques de la Mort - partie 2 de David Yates : Lily Potter
- 2014 : The Riot Club de Lone Scherfig : la mère de Miles
- 2014 : Grace de Monaco de Olivier Dahan : Princesse Antoinette de Monaco
- 2014 : Autómata de Gabe Ibáñez : Samantha
- 2016 : Kids in Love (en) de Chris Foggin : Linda
- 2017 : The Hippopotamus de John Jencks : Rebecca Logan
- 2017 : Goodbye Christopher Robin de Simon Curtis : Lady O
- 2023 : Fair Play de Chloe Domont : la mère d'Emily

#### Courts métrages
- 1991 : Augustine de Coral Houtman : Augustine
- 2012 : The Girl de John Hayes : Sophie

### Télévision

#### Séries télévisées
- 1990 : Casualty : Ruth (1 épisode)
- 1993 : Hercule Poirot : Pauline Wetherby (épisode 3, saison 5)
- 1993-1995 : Cracker : DS Jane 'Panhandle' (23 épisodes)
- 1994-1995 : Performance : Ann Welch / Miss Julie (2 épisodes)
- 1998 : The Canterbury Tales : Pertelote/Dorigen (1 épisode)
- 1999 : Aristocrats : Lady Emilie (4 épisodes)
- 1999 : Daylight Robbery : Val McArdale (4 épisodes)

- 2002 : Murder in Mind : Angela Coates (1 épisode)
- 2005 : Jericho : Fiona Hewitt (1 épisode)
- 2007 : Meurtres à l'anglaise : DS Michelle Tate (1 épisode)
- 2008 : The Children (mini-série) : Sue (3 épisodes)

- 2010 : Survivors : Fiona Douglas (3 épisodes)
- 2012 : Titanic (mini-série) : Louisa, Comtesse de Manton (4 épisodes)
- 2012 : Inspecteur Gently : Alethea Blackstone (1 épisode)
- 2014 : Quirke : Sarah Griffin (2 épisodes)
- 2015 : Flics toujours (New Tricks) : Commissaire Cynthia Kline (2 épisodes)
- 2016 : Affaires non classées (Silent Witness) : Lydia Hamilton (2 épisodes)
- 2017 : Prime Suspect 1973 (en) : Joyce Tennison (5 épisodes)
- 2018 : Kiss Me First (5 épisodes)

#### Téléfilms
- 1991 : The Black Velvet Gown (en) de Norman Stone : Biddy Millican
- 1994 : Romeo & Juliet de Alan Horrox : Juliet
- 1998 : Heaven on Earth de Stuart Orme : Deborah Bennett
- 2002 : The Safe House de Simon Massey : Dr. Sam Graham
- 2007 : Daphne de Clare Beavan : Daphne Du Maurier